# Jean Népomucène Hermann Nast
Jean Népomucène Hermann Nast, né le 13 mai 1754 à Bad Radkersburg (Styrie) en Autriche et mort le 15 mars 1817 à Paris, est un fabricant de porcelaine français, fondateur de la manufacture éponyme.

## Biographie
Jean Népomucène Hermann Nast est le fils d'un maître-bourrelier. Émigré de Radkersburg, en Styrie autrichienne, il arrive à Paris en 1778. Il tombe malade, est hospitalisé à l'Hôtel-Dieu, se rétablit et travaille comme ouvrier sellier à Versailles. Puis il entre à la manufacture de porcelaine de Vincennes où Pierre-Antoine Hannong fait ses premiers essais de porcelaine dure.[Information douteuse]
En 1780 il suit Hannong, qui quitte la manufacture de porcelaine sous la protection du Comte d’Artois et fonde une manufacture faubourg St-Denis ; Nast en dirige l’atelier.
En 1783 il reprend la fabrique de porcelaine dure de Lemaire, installée rue Popincourt. Il y subit deux incendies mais réussit à sauver son entreprise. Il la transfère en 1784 au 70 rue des Amandiers dans le 11e arrondissement de Paris. Son entreprise devient l'une des plus grandes et prestigieuses de la capitale au début du XIXe siècle.[réf. nécessaire] Il perfectionne la technique de peinture sur porcelaine : création de décors en relief par application de l'or à la molette, dont il dépose le brevet en 1810 ; mise au point de nouvelles couleurs (dont le vert de chrome, dit vert Empire) avec l'aide du chimiste Louis-Nicolas Vauquelin.[réf. nécessaire]

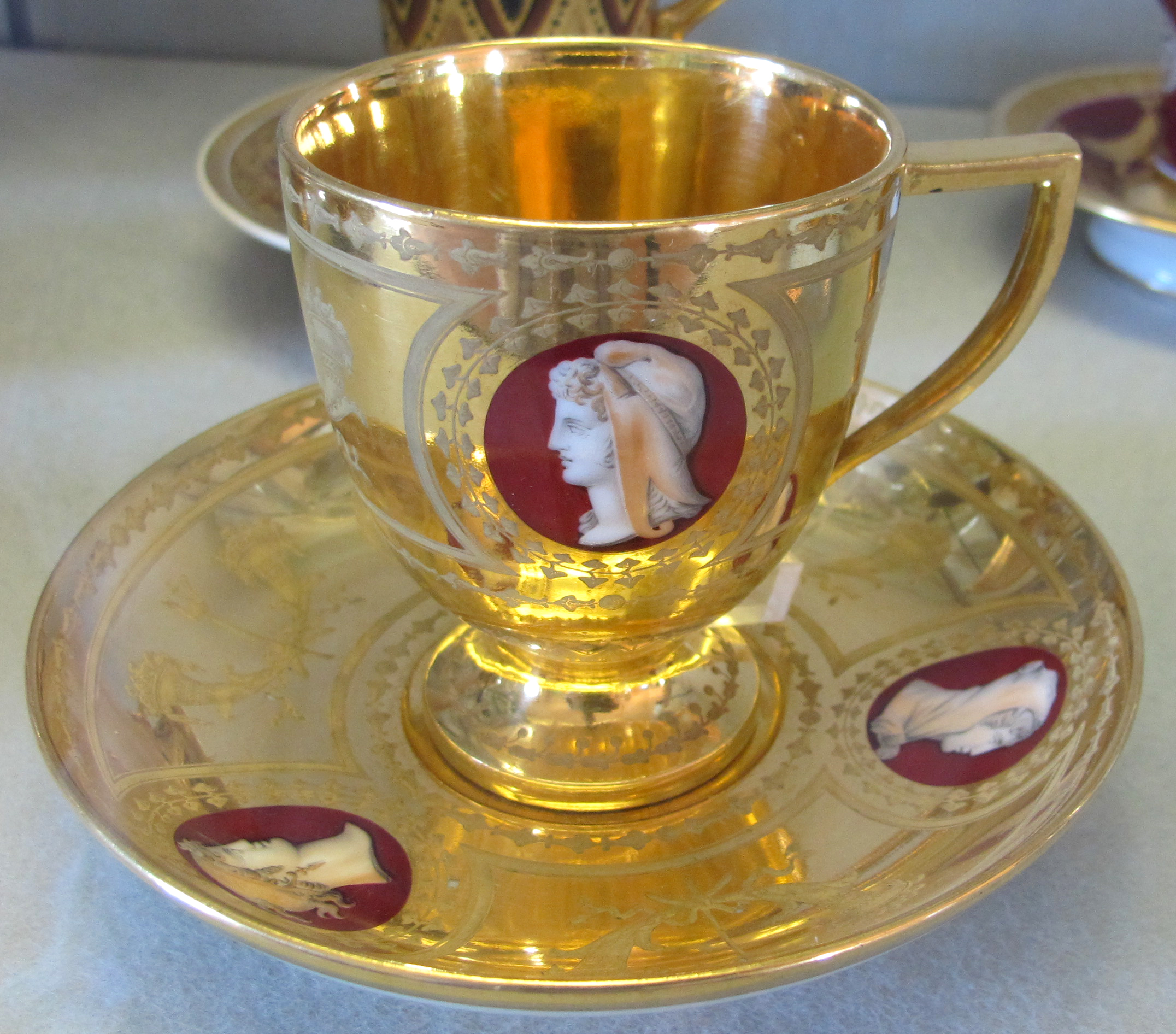
Tasse et soucoupe de la Manufacture Nast, 1810-1815.

En août 1789, il épouse Marguerite Edmée Lecoutre, fille d'un maître-boulanger. Le couple a deux fils : Henri Jean (né en 1790) et François Jean (né en 1792), associés à leur père dès 1811.
Patron exigeant, il s'avère toutefois attentif au sort de ses ouvriers.
Il est maire de Gournay-sur-Marne à partir de 1808. En 1812, il compte au nombre des contribuables parisiens les plus riches. À son décès, sa fortune atteint un million de francs, dont une bonne part de biens immobiliers.
Il meurt, veuf, à Paris le 15 mars 1817. Il repose au cimetière du Père-Lachaise (38e division, 1re ligne, allée des Acacias). Sa tombe était originellement surmontée d'un vase monumental sous édicule, aujourd'hui disparu.
Ses fils conservent la direction de la manufacture, que le cadet poursuit seul à partir de 1831 puis vend en 1835.